# Carsten Schaefer
Carsten Schaefer (* 8. Mai 1960 in Mönchengladbach) ist ein deutscher Fernsehmoderator, der vor allem über Wrestling berichtet.

## Karriere
1989 stieg Schaefer als verantwortlicher Redakteur und Moderator der Sendung Ring frei bei Tele 5 ein. Zuvor betreute er bei dem Sender redaktionell eine Fernsehsendung zum Guinness-Buch der Rekorde. Bei Ring frei wurde der Wrestlingsport behandelt. Diesen kannte er noch aus seiner Zeit aus England, wo er ein Jahr lebte. Neben seinen Arbeiten als Kommentator übersetzte er das WWF-Magazin für den deutschen Verlag Ehapa als freier Mitarbeiter. Daneben fungiert Schaefer seit Jahren als Ringsprecher insbesondere für die Wrestlingliga WWE.
Von 1989 bis 2017 kommentierte Schaefer mit wechselnden Partnern die Sendungen der WWE für Tele5, RTL2, tm3, DSF, DSFAction, Premiere, SkySport, Pro7maxx. Darüber hinaus vertonte er auch die VHS- und DVD-Veröffentlichungen von WWE-Home Video bzw. Coliseum Video. Seit April 2017 arbeitet er in den USA die deutschen PPV-Kommentatoren ein. 2020 wurde er von der WWE nach 32 Jahren entlassen.
Er ist außerdem Moderator bei dem Internetradio RauteMusik.FM.
In dem 2008 erschienenen Film 1 1/2 Ritter – Auf der Suche nach der hinreißenden Herzelinde hatte er, gemeinsam mit seinem langjährigen Kollegen Günter Zapf, einen Cameo-Auftritt als Kommentator eines Turniers.